# Indigesti
Indigesti est un groupe italien de punk hardcore, originaire de Verceil.

## Histoire
Les Indigesti se forment à la fin 1981 à Verceil avec une formation initiale composée de Rudy Medea (chant), Enrico Giordano (guitare), Roberto Vernetti (basse) et Massimo Corradino (batterie). Leur premier concert date du 5 décembre 1981 et a lieu dans les environs de Verceil. Leur première sortie a lieu en 1982 et les voit apparaître dans un split auto-produit avec le groupe milanais Wretched. Toujours en 1982, les Indigesti réalisent une cassette auto-produite intitulée Sguardo Realtà, qui est rééditée plus tard par le groupe américain Bad Compilation Tapes. Le groupe se sépare en 1983.
Dans cette première période d'activité, le son proposé par Indigesti est un punk hardcore brut, rapide et nerveux contre les conventions sociales et l'ignorance des masses, avec des morceaux tels que No al sistema, Mass Media et Polvere fastidiosa.
En janvier 1985, le groupe se reforme avec l'entrée de Silvio Bernelli, ancien bassiste du groupe turinois Declino, avec des évolutions stylistiques évidentes par rapport à la période précédente. Les bases restent toujours extrêmement rapides et immédiates, mais les paroles deviennent plus introspectives, sombres et mélancoliques, excluant tout slogan typique du punk hardcore de l'époque. Au cours de l'été 1985, les Indigesti entament une tournée européenne dont ils reviendront avec un album intitulé Osservati dall'inganno, publié sur le label TVOR en format vinyle. À la fin de l'année, Massimo Corradino quitte le groupe. Lors de la tournée suivante, Maniglia (ex-voix de Crash Box), rejoint le groupe à la batterie, bientôt remplacé par Massimino Ferrusi (ex-Stinky Rats).
En 1986, le label américain BC Tapes and Records sort un EP intitulé The Sand Through The Green. Au retour de la tournée qui suit, le groupe se dissout une seconde fois. En 1992, Roberto Vernetti rejoint Aeroplanitaliani, pour lequel il est également producteur à la sauce électronique. En 1994, Vacation House Records de Rudy Medea sort la compilation Sguardo Realtà 82/83, qui couvre les premières années des Indigesti, et en 1996 l'album live Lübeck Live 02.09.87.
Plusieurs groupes de hardcore se sont inspirés du style introspectif et chaotique des Indigesti, en premier lieu les Sottopressione, qui ont enregistré dans les studios de Vacation House Records. L'histoire des Indigesti est racontée dans le roman I ragazzi del Mucchio, publié par Sironi Editore en 2003 et 2009, écrit par l'ancien bassiste Silvio Bernelli.
En 2012, à l'occasion de son 30e anniversaire, le groupe se reconstitue avec Rudy, Enrico, Massimo et le nouveau bassiste Mattia Ferrari, successeur de Silvio et Roberto. Depuis 2014, Andrea Franchino remplace le chanteur historique Rudy Medea au chant. 

## Discographie
- 1982 : Music on Fire (avec Wretched, Raw Power, Rappresaglia, 5°Braccio, Crash Box, Stazione Suicida, BCT)
- 1982 : Wretched/Indigesti (split)
- 1982 : Sguardo realtà (BCT)
- 1985 : Osservati dall'inganno (réimprimé en 2010 chez ShaKe Edizioni,  (ISBN 9788888865874))
- 1986 : The Sand Through the Green
- 1994 : Sguardo realtà 82/83
- 1996 : Lubeck live 02.09.87